# دمس سناني
الدَمَس السِناني هو نوع نباتي اسمه العلمي (باللاتينية: Conocarpus lancifolius) من جنس الدمس، وهو شجر في الفصيلة العسمية أو القمبريطية (باللاتينية: Combretaceae) ضمن رتبة الآسيات.

## النمو والانتشار
أصلها من المناطق النهرية والساحلية في الصومال وجيبوتي واليمن، وقد زرعت في جميع أنحاء شرق أفريقيا وشبه الجزيرة العربية وجنوب آسيا.

## مميزات هذا الشجر
يتميز شجر الدمس بسرعة النمو والخضرة الدائمة. ويصل طول الشجرة إلى (20) مترا. ويمكن الاستفادة من حطبها في صناعة الأخشاب والفحم النباتي وعلف الحيوانات. وتستخدم على نطاق واسع للتشجير في نظرا لمقاومتها الملوحة والجفاف. ويمكن استخدامها كأحزمة واقية من الرياح.

## مخاطر هذا الشجر
يجب ري أشجار الدمس بانتظام حيث أن جذور هذه الأشجار تقوم بإرسال شعيراتها الجذرية الدقيقة بحثا عن الماء حولها وما جاورها وتقوم باختراق شبكات المياه والصرف الصحي مسببة السدد.

## الأسماء الأخرى
تسمى شجرة الغَلَب في السودان والصومال. ويسمى أيضا دماس، دمس مستدق، دمس مستدق الأوراق، دمس سناني الورق، كنوكرب سناني، كنوكرب مستدق، خشب المحور Axlewood ويطلق على هذا الصنف اسم خشب الزر أحيانا Botunwood.